# Postplatyptilia pusillus
Postplatyptilia pusillus là một loài bướm đêm thuộc họ Pterophoridae. 
Các tiêu bản điển hình bị mất. Zeller mô tả năm 1877, khó mà quyết định loài nào theo mô tả. Gielis mô tả năm 2006.